# Psychotria intermedia
Psychotria intermedia là một loài thực vật có hoa trong họ Thiến thảo. Loài này được Gardner miêu tả khoa học đầu tiên năm 1842.